# Misetus nigritulus
Misetus nigritulus là một loài tò vò trong họ Ichneumonidae.